# Селезньов (Матвієво-Курганський район)
Селезньо́в (рос. Селезнев) — хутір у Матвієво-Курганському районі Ростовської області Росії. Входить до складу Анастасієвського сільського поселення.

## Географія
Географічні координати: 47°37' пн. ш. 38°30' сх. д. Часовий пояс — UTC+4.
Хутір Селезньов розташований на південному схилі Донецького кряжу. Відстань до районного центру, селища Матвієв Курган, становить 48 км. Через хутір протікає річка Мокрий Яланчик.

### Урбаноніми
- вулиці — Мирна[2].

## Населення
За даними перепису населення 2010 року на території хутора проживало 192 особи. Частка чоловіків у населенні складала 48,4% або 93 особи, жінок — 51,6% або 99 осіб.

## Соціальна сфера
У населеному пункті діє фельдшерсько-акушерський пункт.